# Le Noël de Bugs Bunny

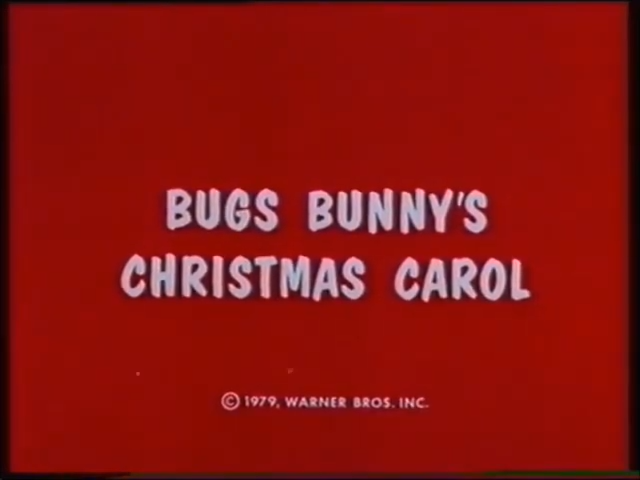
Carton de titre du court métrage de Warner Bros. « Bugs Bunny's Christmas Carol », 1979.

Le Noël de Bugs Bunny (Bugs Bunny's Christmas Carol) est un cartoon, réalisé par Friz Freleng et sorti en 1979, qui met en scène Bugs Bunny, Porky Pig, Elmer Fudd, Sam le pirate, Titi, Grosminet, Pépé le putois et Charlie le coq.